# Población San Gregorio

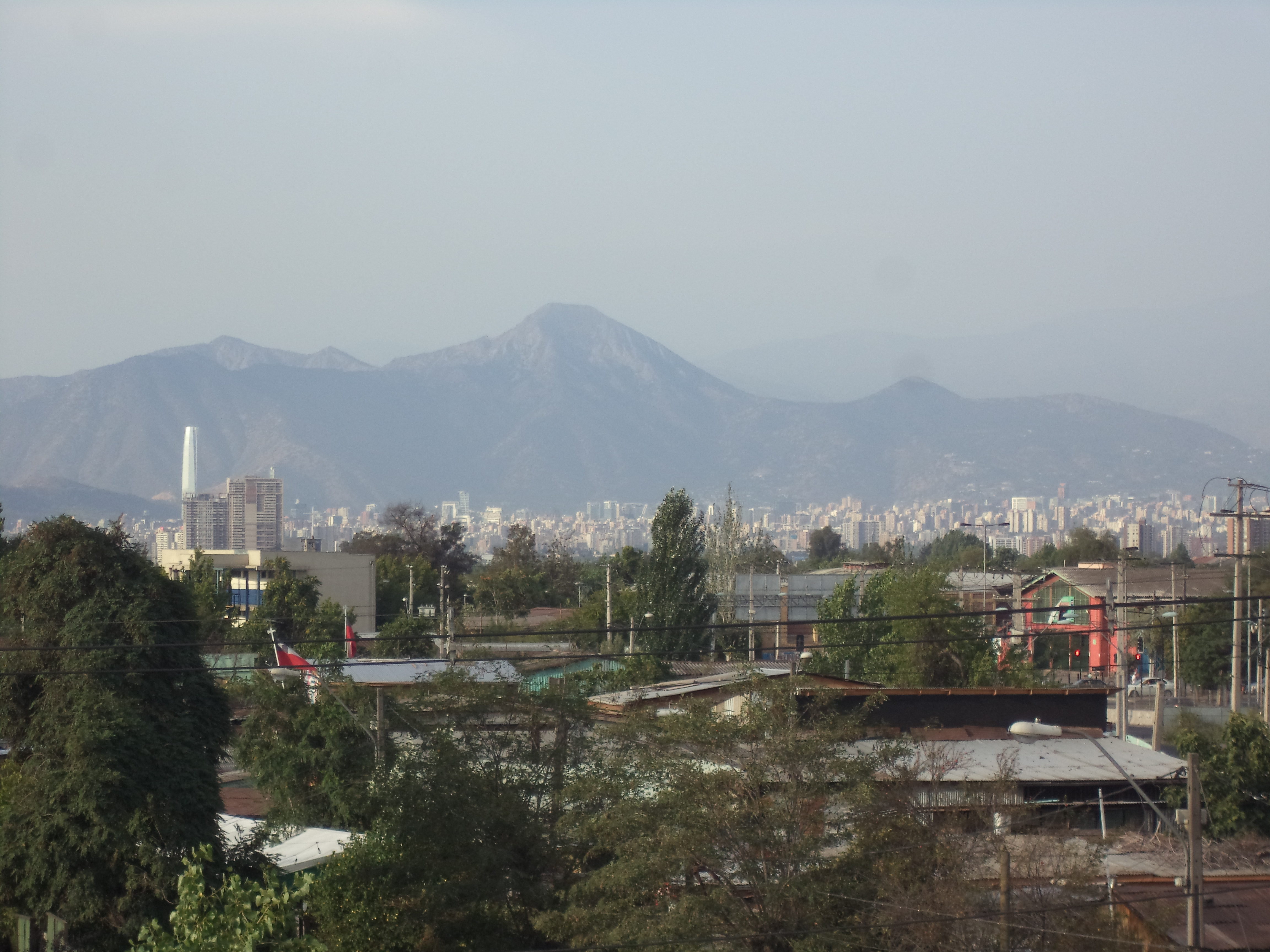
Vista panorámica de la Población San Gregorio desde una pasarela sobre la Autopista Vespucio Sur. Al fondo, el Cerro Manquehue y la Torre Costanera Center.

La población San Gregorio es un barrio de la metrópoli de Santiago de Chile. Está ubicado en la zona sur de la metrópoli, específicamente en la comuna de La Granja. Es un barrio habitado básicamente por personas de clase obrera.
Este sector es una de las denominadas «poblaciones emblemáticas» de la metrópoli de Santiago, barrios populares surgidos entre los años 1957 y 1973, en su mayoría por gestión de sus mismos habitantes. Esta población es todo un hito en la historia de la vivienda social en Chile, ya que fue la primera solución habitacional social masiva construida por el Estado Chileno a través de la CORVI. 

## Historia
En el año 1959 durante el gobierno del presidente Jorge Alessandri Rodríguez, familias provenientes de diversas zonas pobres de la periferia de Santiago fueron erradicadas hacia los loteos de la Chacra San Gregorio, ubicada en la comuna de La Granja, en la Zona sur de Santiago, fundándose así esta populosa población.
A mediados de ese mismo año 1959 se inició la segunda etapa con el traslado de 1600 familias del sector poniente del Zanjón de la Aguada ubicado entre las calles San Diego y Club Hípico. Afines de ese mismo año, se instalaron otras 1130 familias erradicadas de las riberas del Rio Mapocho entre las calles Bulnes y Manuel Rodríguez.
La Primera operación de las familias fue levantar una pieza al fondo de los sitios. Al poco tiempo la CORVI hace construir el radier en torno a la caseta sanitaria y allí comienza la auto-construcción asistida por técnicos y visitadoras sociales de la CORVI para levantar la casa definitiva de 38 metros cuadrados, con dos dormitorios, una sala de estar-comedor y cocina.

Localización de la Población San Gregorio en la ciudad de Santiago de Chile.

La primera escuela empezó a funcionar en junio de 1959, y el primer consultorio fue inaugurado por el entonces presidente de Estados Unidos Dwight Eisenhower en el año 1960.
Según los testimonios de los primeros habitantes de San Gregorio, este sector tenía bastantes características de una zona rural de la época: no había electricidad, sólo alcantarillado; había sólo un bus que conectaba a la población con el centro de la metrópoli: el N° 28 que se tomaba en la calle Marcoleta a una cuadra de Alameda; la iglesia tenía mucha importancia dentro de la población, actualmente ubicada en la intersección de las calles Cardenal Silva Henríquez (ex Avenida La Serena) y Padre Juan Meyer, vía llamada así en honor al Párroco Belga Juan Meyer que ayudó mucho a la comunidad sangregorina.

«Al lado Sur se encontraba el establo que administraba el señor Silva. Y si estamos hablando de imagen rural, también se recuerdan que cuando llegaron había una casa patronal en donde se encontraba “El Regulador”, el cual, era un almacén donde se podía comprar de todo lo que se requería para la casa, al lado se encontraba la Escuela 57, en el lado Oriente había un establo y en el lado nor-poniente, se encontraba un local de la viña Carafí.»
Testimonio primeros habitantes de San Gregorio.[cita requerida]

El mercado de San Gregorio fue inaugurado en el año 1968, por el entonces presidente Eduardo Frei Montalva. En este lugar se abastecen los pobladores hasta la actualidad; cuenta con varios locales de carne, verduras, abarrotes, carbón, parafina, etc, además de un centro podológico municipal.

## Calles principales de San Gregorio
Las calles y avenidas principales de la Población San Gregorio son:
- Avenida San Gregorio
- Avenida Cardenal Raúl Silva Henríquez (ex Avenida La Serena)
- Padre Juan Meyer
- Avenida Los Vilos
- Avenida Tomé
- El Tabo
- Valdivia
- Avenida Coronel
- Avenida Sur
- Avenida Punta Arenas (marca el límite con la vecina comuna de La Florida)

## Unidades Vecinales
La Población San Gregorio abarca 4 de las 17 unidades vecinales de la comuna de La Granja. Sus límites son los siguientes:
- UV N° 4 Norte: Avenida Tomé. Sur: Avenida Sur. Oriente: Avenida Los Vilos. Poniente: Avenida Santa Rosa.
- UV N° 5 Norte: Avenida Tomé. Sur: Avenida Sur. Oriente: Avenida Cardenal Silva Henríquez. *Poniente: Avenida Los Vilos.
- UV N° 11 Norte: Juan Meyer. Sur: Avenida Américo Vespucio. Oriente: Avenida Punta Arenas. Poniente: Avenida Cardenal Silva Henríquez.
- UV N° 12 Norte: Avenida Tomé. Sur: Juan Meyer. Oriente: Avenida Punta Arenas. Poniente: Avenida Cardenal Silva Henríquez.

A su vez, otros conjuntos habitacionales se encuentran dentro de los límites de la población:
- Villa Las Dalias: consta de casas adosadas de dos pisos Tipología 201 CORVI, que abarcan un tramo de 480 metros de la Avenida Santa Rosa, entre la calle Quintero y la Avenida Sur.
- Villas Las Dalias II: consta de bloques de 5 pisos ubicados en Avenida Santa Rosa entre Avenida Tomé y calle Quintero
- Villa San Gregorio: villa de casas adosadas de 2 pisos en Juan Meyer con calle Traiguén
- Villa Nueva San Gregorio: cuadrante entre Juan Meyer (norte), Pasaje Rauquén (sur), Av. Cardenal Silva Henríquez (oriente), calle Lontué (poniente).
- Sector El Tranque: cuadrante entre Juan Meyer (norte), Av. San Gregorio (sur), calle Los Ángeles (oriente), calle Angol (poniente).
- Condominio Marcela Casanueva: edificio de 4 niveles que usa la arquitectura de los caracoles comerciales ubicado en El Tabo con Av. Sur.

## Equipamientos Urbanos
San Gregorio debido a su tamaño y población cuenta con bastantes equipamientos urbanos de diversos tipos:

### Comerciales
- Mercado Modelo San Gregorio
- Locales comerciales en Av. San Gregorio, junto al mercado.
- Ferias libres: Los Buses, Coronel, Avenida Sur y Eisenhower (ex Tomé)
- Red local de comercio a escala de barrio.

### Financieros
- Banco Estado sucursal Santiago Santa Rosa

### Salud
- Centro de Salud Familiar La Granja
- Servicio de Atención Primaria de Urgencia (SAPU) La Granja
- Centro de Especialidades Médicas La Granja
- Centro Comunitario de Salud Familiar San Gregorio
- Centro Podológico Municipal
- COSAM La Granja (Centro Comunitario de Salud Mental Familiar)
- Centro Terapéutico y Centro Comunitario de Rehabilitación (CCR) San Gregorio

### Educativos
- Colegio San Gregorio de La Salle (particular subvencionado; educación básica y media)
- Colegio Bélgica (SLEP Gabriela Mistral; educación básica)
- Colegio La Araucanía (SLEP Gabriela Mistral; educación básica)
- Colegio Tecno Sur (SLEP Gabriela Mistral; educación básica)
- Escuela Especial Reina Guillermina de Holanda (SLEP Gabriela Mistral; educación especial)
- Escuela Presbiteriana El Salvador (particular subvencionado; educación básica)
- Escuela Básica Nelquihue (particular subvencionado, educación básica)
- Jardines Infantiles: San Rafael, San Gregorio, Jesús de Nazareth (parroquiales); Cepillín, Los Quechitos, Bamby (JUNJI); Pulihuén, C. Abierto San Gregorio (Fundación Integra); red local de jardines infantiles privados.

### Deportivos

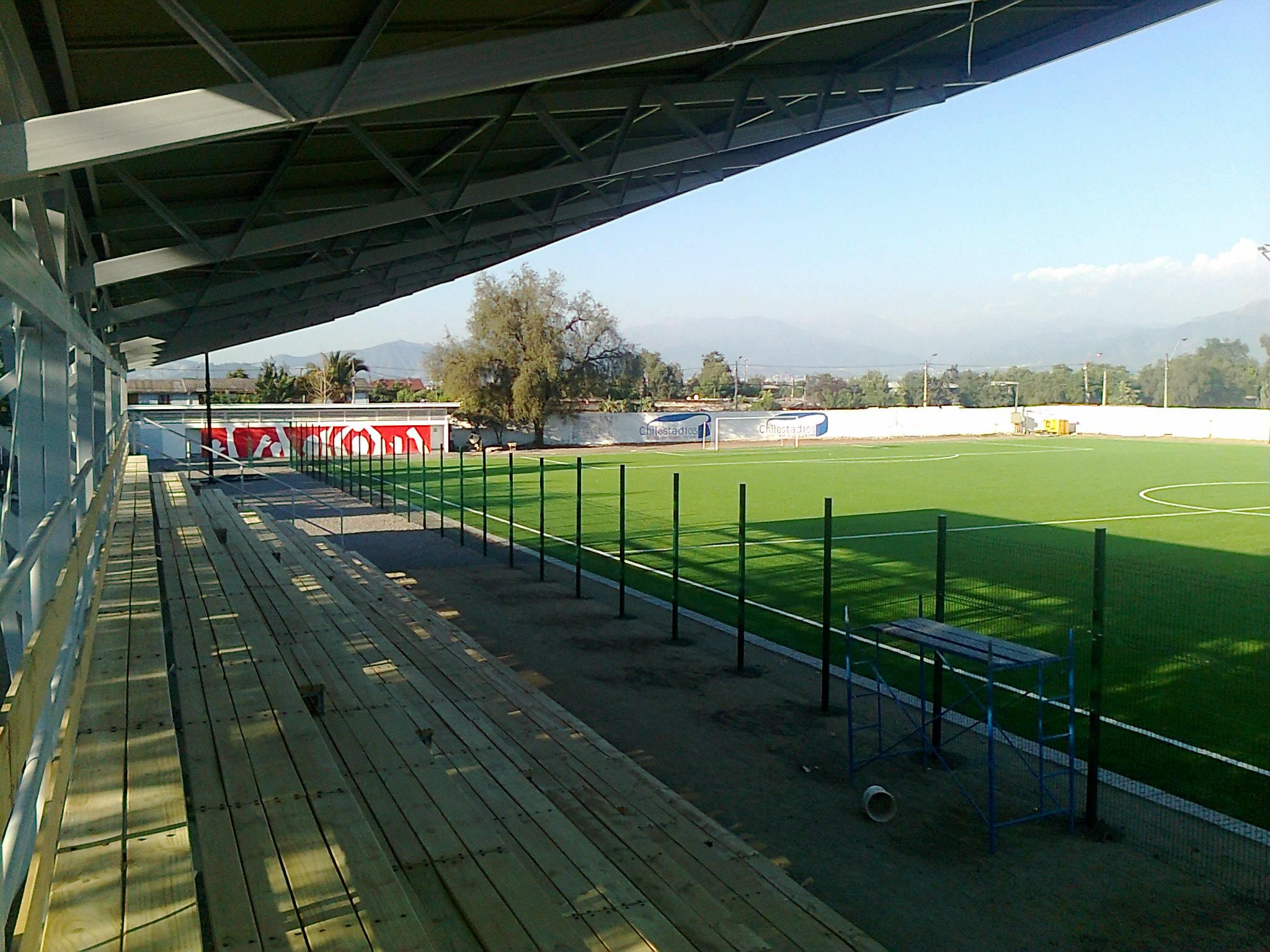
Estadio San Gregorio.

- Estadio San Gregorio, donde ejerce su localía el Club Deportivo La Granja FC en la Tercera División B de Chile.
- Complejo Deportivo San Gregorio: en este lugar se encuentra el nuevo Polideportivo La Granja (en construcción)
- Cancha Juan Meyer.
- Gimnasio Sporting Royal, perteneciente al Club Deportivo Sporting Royal, fundado el 20 de enero de 1952 (ubicado en Av. San Gregorio 0151, paradero 23 de Santa Rosa hacia la cordillera)
- Red de 27 multicanchas, incluyendo 7 de césped sintético.

### Áreas verdes
- Parques: Vespucio, Padre Juan Meyer, El Tabo, Bandejón Central Av. San Gregorio.
- Plazas: Plaza Juan Meyer, Plaza Mercado Modelo, Plaza, Cardenal Silva Henríquez, Plaza El Hogar, Plaza Los Lilenes, Plaza Coronel con Valdivia, Plaza Los Talabarteros, Plaza Porvenir, Plaza Angol.
- Paseos peatonales: Getsemaní (Av. San Gregorio), Los Vilos, Coronel, Padre Juan Meyer, Valdivia (diversos tramos), Quintero, San Gregorio Oriente, Tomé, Quilpué, Av. Sur, Av. Cardenal Silva Henríquez, Las Cruces, Los Lilenes, El Tabo.
- Plazoletas: Las Dalias, Diácono Villanueva, Eisenhower, Vicente Huidobro, Nemesio Antúnez, Dieciséis Poniente, Trece Poniente, Diez Poniente (UV N°4); Las Cruces, Valdivia, Marcela Paz, Navidad, Los Álamos, Nueve Poniente, Siete Poniente, Tres Poniente, Uno Poniente, Colbún (UV N° 5); Los Funcionarios, Tres Oriente, La Jovita, Cuatro Oriente, Cinco Oriente, La Antena, Paseo Seis Oriente, El Esfuerzo (UV N° 11); Cinco Norte, Seis Oriente, Valdivia con Seis Oriente (UV N° 11).

### Religiosos
- Parroquia San Gregorio.
- Capillas Los Misioneros, Santa Teresa de Los Andes y Jesús de Nazareth.
- Red local de templos evangélicos
- Iglesia Universal de Cristo.

### Comunitarios
- Centro Vasco La Granja (edificio donado por el Gobierno vasco el año 2000, donde funcionan diversas organizaciones y fundaciones que prestan servicios a la comunidad)
- Biblioteca Municipal N° 28
- Centro Cultural y Juvenil San Gregorio
- Telecentro San Gregorio
- 13a Comisaría de Carabineros de La Granja
- Centro de la Mujer La Granja
- Ejército de Salvación La Granja
- Grupo de Guías y Scouts Palestina (en COSAM Angol 8363)

### Transporte
- Recorridos E01, E10, E12, E18, 216 y 226 de la Red Metropolitana de Movilidad
- Recorridos 5009, 9013, 3023 y 4058 de taxis colectivos de Santiago
- Estación  La Granja de la Línea 4A del Metro de Santiago (ubicada en Américo Vespucio, al sur de la población).